# Samy Bengio
Samy Bengio es un científico informático canadiense, director sénior de investigación de inteligencia artificial y aprendizaje automático en Apple y ex científico con mucha experiencia de trabajo en Google conocido por liderar un gran grupo de investigadores que trabajan en aprendizaje automático, incluidos entornos adversos, en Google Brain. Bengio dejó Google poco después de que la empresa despidiera a su colaborador, Timnit Gebru, sin notificárselo primero. En ese momento, Bengio dijo que estaba "atónito" por lo que le pasó a Gebru. También se encuentra entre los tres autores que desarrollaron Torch en 2002, el antepasado de PyTorch, uno de los dos marcos de trabajo de aprendizaje automático más grandes de la actualidad.

## Trayectoria
Bengio obtuvo su Ph.D. en Ciencias de la Computación en 1993 con una tesis titulada Optimización de una regla de aprendizaje paramétrico para redes neuronales de la Université de Montréal. Antes de eso, Bengio obtuvo un máster en Ciencias de la Computación en 1989 con una tesis sobre Integración de Sistemas de Tutoría Tradicionales e Inteligentes de la misma universidad, junto con un B.Sc. en Informática en 1986.

## Contribuciones científicas
Según DBLP, Samy Bengio es autor de alrededor de 250 artículos científicos sobre redes neuronales, aprendizaje automático, aprendizaje profundo, estadísticas, visión artificial y procesamiento del lenguaje natural. Los más citados de estos incluyen algunos de los primeros trabajos que desencadenaron la revolución del aprendizaje profundo de la década de 2010 al mostrar cómo explorar las muchas representaciones aprendidas obtenidas a través del aprendizaje profundo, uno de los primeros enfoques de aprendizaje profundo para la lectura de imágenes, esfuerzos para comprender por qué funciona el aprendizaje profundo lo que lleva a muchos trabajos de investigación. También trabajó en la primera evidencia de que pueden existir ejemplos antagónicos en el mundo real, es decir, uno realmente puede cambiar un objeto físico de tal manera que un sistema de aprendizaje automático sería engañado y uno de los primeros trabajos sobre el reconocimiento de disparidad cero, es decir, reconociendo de objetos nunca vistos durante el entrenamiento.

## Actividades profesionales
Bengio trabajó en el Instituto de Investigación IDIAP y la École Polytechnique Fédérale de Lausanne en Suiza, de 1999 a 2007.
Fue presidente general de la Conferencia sobre sistemas de procesamiento de información neuronal (NeurIPS) en 2018, fue presidente del programa de NeurIPS en 2017 y actualmente es miembro de la junta directiva. También fue presidente del programa de ICLR (2015-2016) y formó parte de su junta (2018-2020).
Bengio también es editor del Journal of Machine Learning Research.

## Vida personal
Bengio es hijo de padres marroquíes que emigraron a Francia y Canadá, y hermano del ganador del Premio Turing Yoshua Bengio. Ambos vivieron en Marruecos durante un año durante el servicio militar de su padre en Marruecos. Su padre, Carlo Bengio, era un farmacéutico que escribía obras de teatro y dirigía una compañía teatral sefardí en Montreal que interpretaba piezas judeoárabes. Su madre, Célia Moreno, también es una artista que actuó en uno de los principales escenarios teatrales de Marruecos que dirigió Tayeb Seddiki en la década de 1970.